# Bachchor Kronstadt
Der Kronstädter Bachchor wurde 1933 im siebenbürgischen Kronstadt (rumänisch: Brașov), Rumänien, gegründet.

## Geschichtlicher Aufriss
Die Kirchenmusik an der Schwarzen Kirche war immer ein wichtiger Teil des geistlichen Lebens der Schwarzen Kirche und ein Verbindungsglied im interkonfessionellen und interkulturellen Bereich. Schon im 15. Jahrhundert wurden Kaufleute aus dem Orient in die Schwarze Kirche geführt, um unter anderem den Klängen der Orgel zu lauschen. Später waren es bedeutende Persönlichkeiten, wie Gregorius Ostermayer, Daniel Croner, Martin Schneider, Lucas Hermann, Johann Lucas Hedwig, Rudolf Lassel und Victor Bickerich, die als Kantoren und Organisten diesen Ort zu einem Zentrum der Kirchenmusik in Siebenbürgen machten.
Im chorischen Bereich war es der Schülerkirchenchor und der 1933 gegründete Bachchor, die ein regelmäßiges Auftreten im Gottesdienst und Konzertbereich ermöglichten und denen es gelang, die oratorischen Meisterwerke aufzuführen.

## Die Gründung des Chores
Initiator der Gründung eines Bachchores in Kronstadt war Victor Bickerich, geboren 1895 in Lissa Schlesien, studierte ab 1918 an der Akademie für Kirchen- und Schulmusik sowie Orgel bei F. Heitmann in Berlin. 1921 wurde er vom Kronstädter Presbyterium als Nachfolger Rudolf Lassels in das Amt des Organisten, Musikdirektors und Gymnasialmusiklehrers der Evang. Stadtpfarrgemeinde in Kronstadt gewählt. Bickerich baute den seit dem Tode Lassels verwaisten Knabenchor neu auf, unternahm mit ihm auch Auslandstourneen und veranstaltete ab 1923 in der Schwarzen Kirche regelmäßige „Motetten“, seit 1924 Abendmusiken in den Sommermonaten, die in den Nachkriegsjahren durch die sommerlichen Fünfuhrkonzerte ausschließlich mit Orgelmusik ersetzt wurden. Bereits 1924 dirigierte Bickerich in Kronstadt als südosteuropäische Erstaufführung die Matthäus-Passion von J.S.Bach, 1931 folgte die Johannes-Passion. Als Verehrer Bachs gründete er 1933 den Bach-Chor der Schwarzen Kirche, mit dem er die großen Vokalwerke aufführen konnte und 1935 die denkwürdige Bukarester Erstaufführung von Bachs Matthäus-Passion und das erste siebenbürgische Bach-Fest veranstaltete (1936 Bukarester Erstaufführung der Johannes-Passion), im Rundfunk auftrat und 1937 auf eine große Deutschland-Tournee ging (Mozart-Requiem). Als Nachfolger von Paul Richter übernahm Bickerich 1935 auch die Leitung des Kronstädter Philharmonischen Orchesters. Zugleich unterrichtete er ab 1928 am Konservatorium Astra. 1962 zog er sich aus dem Konzertleben zurück.
Bickerich wurde neben und nach Paul Richter zur musikalischen Autorität Kronstadts. Universelle humanistische Bildung und seine auf das Geistige konzentrierte Grundhaltung machten ihn zugleich zu einer starken Erzieherpersönlichkeit. Er förderte und prägte – mit Ausstrahlungen in das rumänische Altreich – entscheidend das Musikleben in seiner Wahlheimat. Die kirchenmusikalische Praxis in Kronstadt erreichte durch ihn ein bis heute nicht übertroffenes künstlerisches Niveau. Als tatkräftiger Förderer der von Stadtpfarrer K. Möckel vertretenen Liturgiegestaltung im Sinne der Berneuchener Bewegung trat Bickerich für eine musikalische Neuordnung des Gottesdienstes ein.

## Der Chor zwischen 1945 und 1989
Die Folgen des Krieges bewirkten einen sensiblen Einschnitt in der Struktur und Leistungsfähigkeit des Bachchores. Durch politischen Druck und Drangsalierungen erlitt der Chor einen heftigen Rückschlag und es sollte mehrere Jahre dauern, bis große Aufführungen wieder in Angriff genommen werden konnten.

## Der Kronstädter Bachchor heute
Im veränderten Bild der evangelischen Gemeinde in Rumänien und auch in Kronstadt weist dieser Chor eine überkonfessionelle Struktur auf, da nur noch circa 50 Prozent der Sänger Mitglieder der Gemeinde sind. Sprachliche und konfessionelle Unterschiede haben jedoch in den letzten Jahren die Gemeinschaft im Chor belebt und den typisch siebenbürgischen Kulturaustausch bestätigt.
Mit circa 40 Stammsängern ist der Chor in der Lage, größere Werke in a-cappella-Besetzungen oder mit Orchesterbegleitung aufzuführen. Im Jahreskreis tritt der Chor circa zehnmal in Gottesdiensten auf, hinzu kommen die großen Aufführungen zu Weihnachten, Ostern, Pfingsten und am Totensonntag.

## Der Jugendbachchor
Der Jugendbachchor wurde 1993 vom damaligen Leiter des Kronstädter Bachchores – Eckart Schlandt gegründet, um auch mit den jüngeren Mitgliedern des Chores ein Repertoire zu erarbeiten, welches ansprechend und motivierend ist. Seither hat sich dieser kleine Chor stets gewandelt, die Besetzung ist inzwischen eine ganz neue.
Als Hilfe und Stütze des großen Chores hat sich der Jugendchor einen guten Namen gemacht und ist in zahlreichen Auftritten auch alleine in Erscheinung getreten. Seit dem Jahre 2004 leitet Steffen Schlandt, der jetzige Leiter des Kronstädter Bachchores auch den Jugendchor. Zusammen haben die Sänger ein Repertoire erarbeitet welches 4-8 stimmige geistliche und weltliche Vertonungen des Mittelalters bis zur Moderne enthält. Dem Chor gehören ca. 20 Mitglieder aus 6 Konfessionen und 3 Muttersprachen an.
Im Jahre 2006 wurde anlässlich der Deutschlandreise die CD „Lobsinget Gott, dem Herrn“ aufgenommen. Im Dezember folgte ein Fernsehauftritt in der Schwarzen Kirche innerhalb des Weihnachtsprogramms der Deutschen Sendung von TVR1.